# Sex Drive (singolo)
 Sex Drive è un singolo della cantante giamaicana Grace Jones pubblicato nel 1993.

## Descrizione
Il brano è  una cover del brano Track X del 1992, del gruppo britannico Sheep on Drugs, anche autore e produttore del singolo. Sul lat b è presente un'altra cover, Typical Male, del gruppo britannico Consolidated.
Entrambi i brani furono prodotti durante le sessioni dell'album Black Marilyn, che avrebbe dovuto uscire nel 1994 ma, che venne all'ultimo momento cancellato.
Il singolo fu un grande successo da discoteca, diventando il quarto ed ultimo della cantante a raggiungere la vetta della Hot Dance Club Songs di Billboard.

## Tracce
- CD single (Germany)

1. "Sex Drive" (Hard Drive Mix) – 5:08
2. "Sex Drive" (Sex Pitch Mix) – 7:17
3. "Sex Drive" (Dominatrix Mix) – 5:36

- CD single (US)

1. "Sex Drive" (Hard Drive Mix) – 5:08
2. "Sex Drive" (Sex Pitch Mix) – 7:17
3. "Sex Drive" (Dominatrix Mix) – 5:36
4. "Typical Male" (The Real Mix) – 5:48

- 12" single

A1. "Sex Drive" (Hard Drive Mix) – 5:08
A2. "Sex Drive" (Sex Pitch Mix) – 7:17
B1. "Sex Drive" (Dominatrix Mix) – 5:36
B2. "Typical Male" (The Real Mix) – 5:48
- 12" promotional single

A1. "Sex Drive" (Sex Pitch Mix) – 7:17
A2. "Sex Drive" (Sexstrumental) – 6:36
B. "Sex Drive" (Hard Drive Mix) – 5:08